# Reginald Fleming Johnston

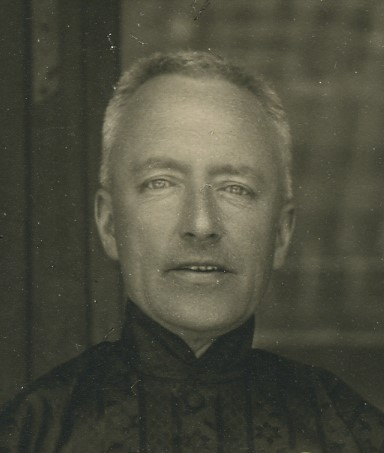
Reginald Fleming Johnston, 1924

Sir Reginald Fleming Johnston (* 1874 in Edinburgh; † 6. März 1938 ebenda) war ein schottischer Akademiker, Diplomat und Autor.

## Leben
Johnston studierte an der Universität Edinburgh und später an der Oxford University. Von 1919 bis 1924 war er der Englischlehrer des letzten chinesischen Kaisers Puyi (Kaiser von 1908 bis 1912), dem er die westlichen Ideen näher brachte. 
Nachdem er 1924 die Verbotene Stadt verlassen hatte, amtierte er 1927 bis 1930 als Gouverneur im britischen Pachtgebiet Weihaiwei. Anlässlich seines Ausscheidens aus diesem Amt wurde er am 3. Juni 1930 als Knight Commander des Order of St Michael and St George (KCMG) geadelt. Nach England zurückgekehrt, lehrte er als Professor für chinesische Geschichte bis 1937 an der University of London. 
Seinen Lebensabend verbrachte er zum Teil auf der kleinen schottischen Insel Eilean Righ, die er erworben hatte.

## Werke
- From Peking to Mandalay. London 1908.
- Lion and dragon in Northern China. London 1910.
- Buddhist China. London 1913.
- Dämmerung in der Verbotenen Stadt. (Twilight in the forbidden City.) 1934.

## Trivia
Seine Werke dienten als Quelle für den 1987 erschienenen Film Der letzte Kaiser von Bernardo Bertolucci, in dem Peter O’Toole die Rolle des „R.J.“ (laut Abspann) übernahm.